# جفرسن (اکلاهما)
جفرسن(به انگلیسی: Jefferson) شهری در ایالت اکلاهما کشور ایالات متحده آمریکا است که جمعیت آن در سرشماری سال ۲۰۱۰ میلادی، ۱۲ نفر بوده‌است.